# Fauna tomotiana

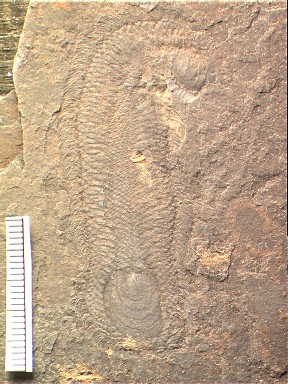
Fóssil de um ser vivo do início do período Cambriano

Em paleontologia, chama-se fauna tomotiana (em inglês small shelly fauna) a um conjunto de fósseis que se formaram no início do período Cambriano, há cerca de 542 milhões de anos. Os exemplares conhecidos desta fauna viveram num período de cerca de dez milhões de anos, sucederam à fauna vendiana, que se desenvolveu no final do Proterozoico, e antecederam a grande Explosão Cambriana.
O principal grupo de espécies que caracteriza esta fauna é o Archaeocyatha, um filo classificado no subreino Parazoa, que também inclui as esponjas. Outros animais que faziam parte da fauna tomotiana eram os braquiópodes da classe Lingulata. Estes fósseis bênticos marinhos foram já encontrados em várias partes da Terra, demonstrando que no início do Cambriano os protocontinentes se encontravam próximos, rodeados por um grande oceano global.